# Étienne Tassin
Pour les articles homonymes, voir Tassin.
Étienne Tassin, né le 4 avril 1955 dans le 15e arrondissement de Paris et mort le 7 janvier 2018 à Clamart, est un philosophe et universitaire français.

## Biographie
Étienne Tassin a été professeur à l'université Paris VII - Diderot. Il y a enseigné la philosophie politique, en explorant en particulier la pensée d'Hannah Arendt.
Il est titulaire d'un doctorat en philosophie obtenu en 1996 à l'université Paris-VIII, sous la direction de Jacques Poulain, et portant sur la philosophie d'Hannah Arendt.
Il meurt subitement des suites d'un accident de la circulation à Paris le 7 janvier 2018,.

## Ouvrages
- avec Marc Richir (éd.), Philosophie, phénoménologie, politique : Jan Patočka, Jérôme Millon, Grenoble, 1992
- avec Patrice Vermeren (dir.), Le partage des passions, Art-Édition, Villeurbanne, 1992
- Le trésor perdu : Hannah Arendt : l'intelligence de l'action politique, Payot, Paris, 1999, 591 p.  (ISBN 2-228-89258-0)
- Un monde commun : pour une cosmo-politique des conflits, Seuil, Paris, 2003, 311 p.  (ISBN 2020621568)
- avec Anne Kupiec (éd.), Critique de la politique : autour de Miguel Abensour, Sens & Tonka, Paris, 2006
- Le maléfice de la vie à plusieurs : la politique est-elle vouée à l'échec ?, Bayard, Montrouge, 2012
- avec Denis Merklen, La diagonale des conflits. Expériences de la démocratie en Argentine et en France, Paris, Editions IHEAL, 2018  (ISBN 978-2-37154-115-3)
- Pour quoi agissons-nous ? Questionner la politique en compagnie d'Hannah Arendt, Paris, Le Bord de l'eau, 2018  (ISBN 9782356876065)